# Шеридан, Филип
Фи́лип Ге́нри Ше́ридан (англ. Philip Henry Sheridan; 6 марта 1831, Олбани, штат Нью-Йорк — 5 августа 1888, штат Массачусетс) — американский военачальник, незадолго до смерти получивший высшее воинское звание — генерал армии. Герой Гражданской войны, выступал на стороне северян. Входит в «триумвират» генералов (вместе с Грантом и Шерманом), обеспечивших победу северных штатов. Так же известен проводимой им жёсткой политикой по отношению к индейцам во время Войны на Ред-Ривере.

## Ранние годы
Считается, что Шеридан родился в Олбани, штат Нью-Йорк. Третий ребёнок (из шести) в семье Джона и Мэри Мино Шеридан, иммигрантов из графства Каван в Ирландии. Вырос в селении Сомерсет (округ Перри, штат Огайо). Отличался невысоким ростом, будучи не выше 165 сантиметров, из-за чего получил прозвище «Маленький Фил» (англ. Little Phil). В детстве он работал на складах и в магазинах, а в 1848 году один из его клиентов, конгрессмен Томас Ритчи, помог ему устроиться в военную академию Вест-Пойнт. На третьем году обучения Шеридан подрался со своим одноклассником Уильямом Терриллом, за что был оставлен на второй год. Он окончил Академию 34-м по успеваемости в классе 1853 года, и был определён в пехоту во временном звании второго лейтенанта.
После окончания Академии Шеридан служил в Ньюпортских казармах в Кентукки, затем в форте Дункан в Техасе. 22 ноября 1854 года он получил постоянное звание второго лейтенанта и служил в 4-м пехотном полку. В 1854—1855 годах служил в форте Коламбус в Нью-Йорке, а в 1855 служил на фронтире, сопровождая топографическую экспедицию, которая шла от Сакраменто к реке Коламбия. 1 марта 1861 года Шеридан получил звание первого лейтенанта.

## Гражданская война
Когда началась Гражданская война, Шеридан перешёл в федеральную армию и отличился, командуя дивизией, в сражениях при Мерфрисборо (в звании бригадного генерала, 31 декабря 1862 года и 1 января 1863 года), Чикамоге (в звании генерал-майора, 19 сентября 1863 года) и Чаттануге 1863 года.

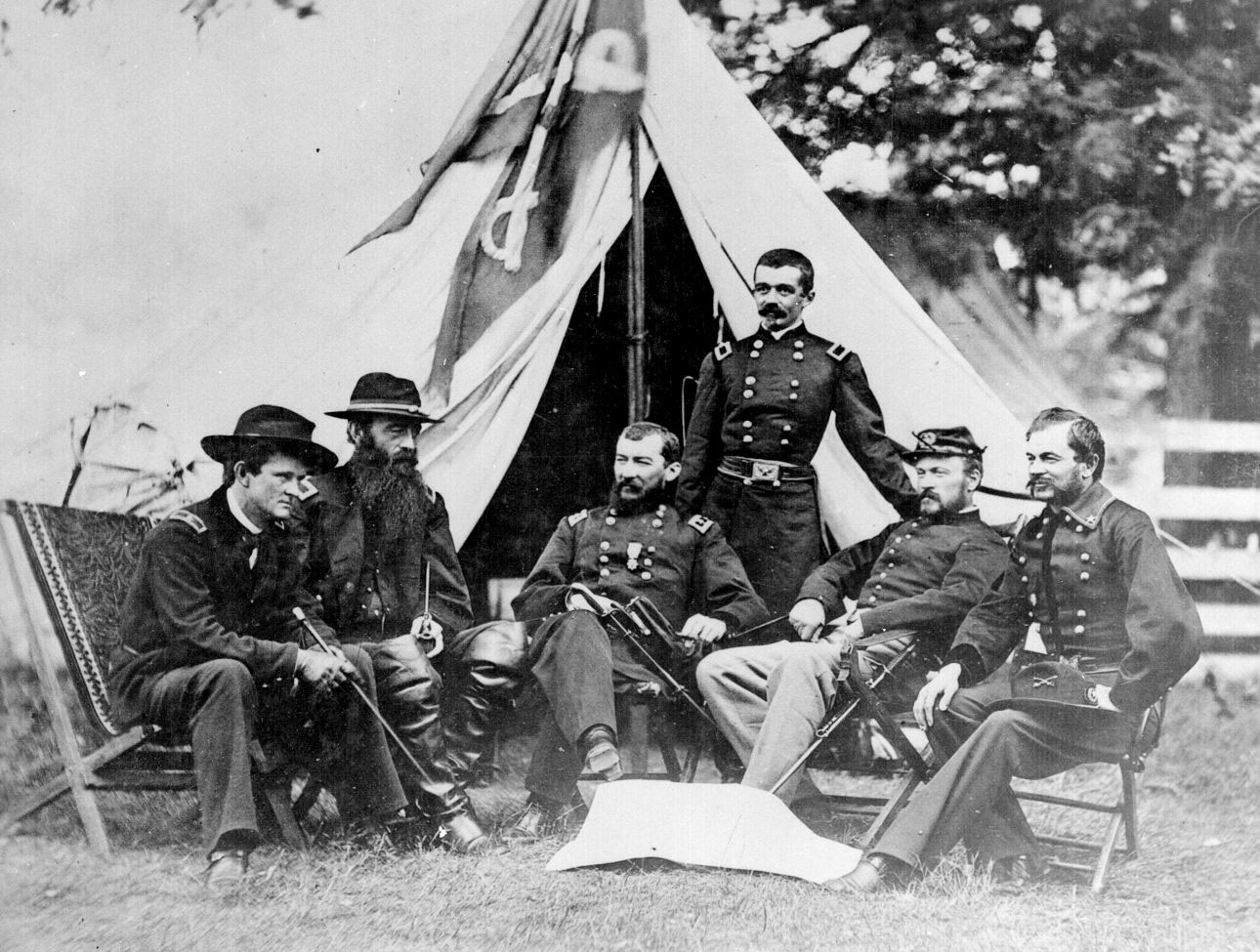
Генерал-майор Ф. Шеридан со своими генералами у палатки, 1864. Слева направо: генералы Уэсли Мерритт, Дэвид Грэгг, Шеридан, Генри Дэвис (стоит), Джеймс Уилсон и Альфред Торберт

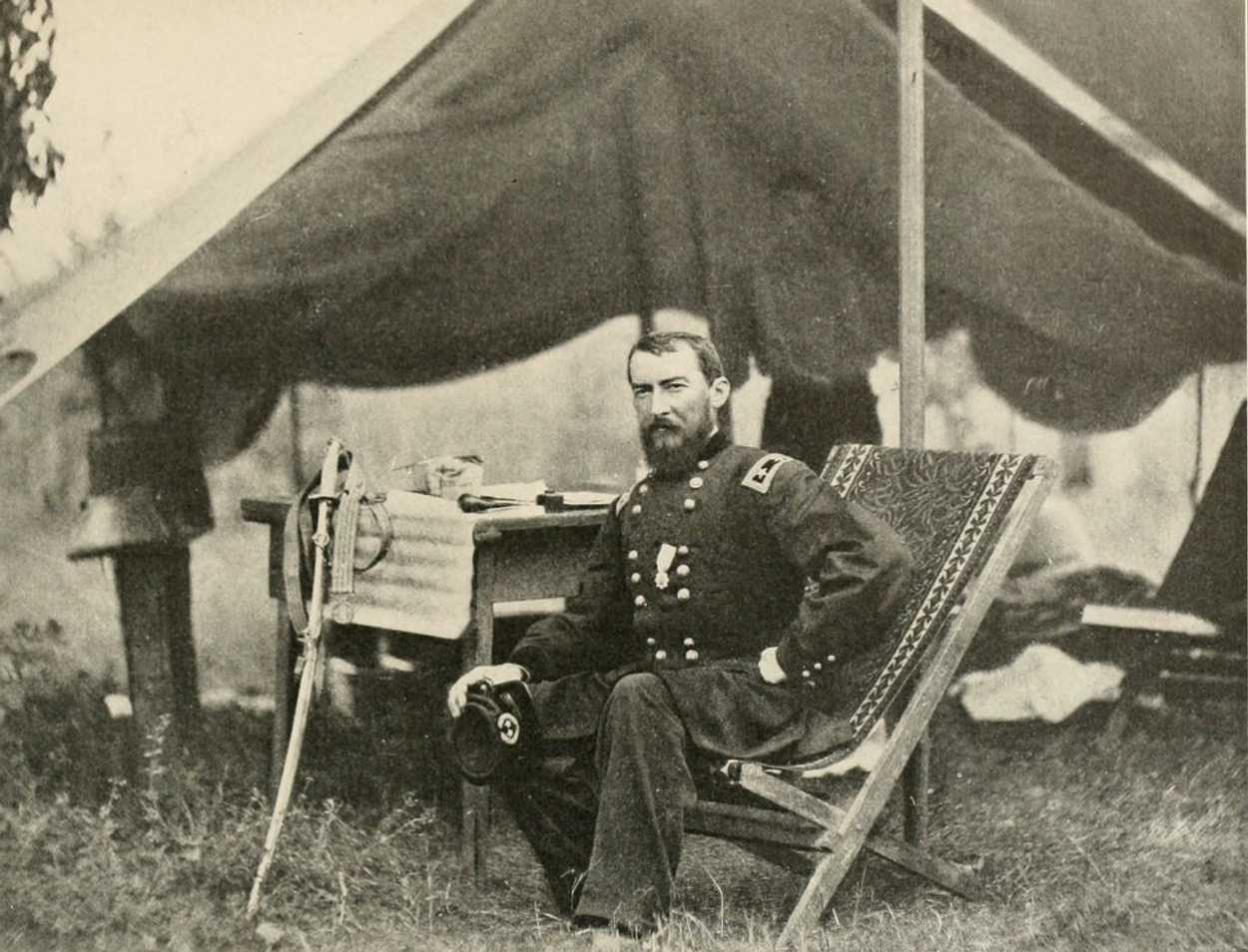
генерал Филип Шеридан

В 1864 году он был назначен Улиссом Грантом командующим кавалерией, и за свою неустрашимость вскоре получил прозвище «американский Мюрат». Он произвёл удачное движение в тыл армии Ли, разбив Джеба Стюарта в сражении при Йеллоу-Таверн, проник за первую линию укреплений Ричмонда и 15 мая подошёл к реке Джеймс и армии Батлера. Присоединившись затем к Гранту, Шеридан совершил удачное нападение на Гордонсвилл, разбил неприятеля при Уайт-Хаузе (24 июня 1864 года) и одержал ряд блестящих побед над войсками генералов Эрли и Лонгстрита под Винчестером, Фишервиллом (22 сентября) и у Кедрового ручья (19 октября).
Произведённый в генерал-майоры, Шеридан разбил Эрли под Фишервиллом, затем направился к осажденному Петерсбергу, где находился Грант, и получил командование пятым корпусом и всей кавалерией. 1 апреля 1865 году в сражении при Файв-Фокс он овладел ключом к неприятельской позиции, чем облегчил победу Гранта, после которой Петерсберг сдался. Преследуя армию Ли, Шеридан отрезал ей отступление, принудил Ли сложить оружие и таким образом окончил войну на востоке. После заключения мира, во время Реконструкции Юга, Шеридан управлял 5-м военным округом, в который входили Луизиана и Техас (март 1967). В 1867 году президент Эндрю Джонсон, недовольный большой популярностью Шеридана, перевёл его в Миссури.
В 1883 году Шеридан был назначен Главнокомандующим армией США, на место Уильяма Шермана.
В мае 1888 года Шеридан перенёс тяжёлый сердечный приступ. Конгресс, узнав о болезни Шеридана, присвоил ему звание четырёхзвёздного генерала. Последние месяцы жизни провёл в приморском коттедже, в штате Массачусетс. Похоронен на Арлингтонском национальном кладбище.
Он оставил интересные мемуары, вышедшие в 1888 году в Нью-Йорке под заглавием «Personal Memoirs».

## Оценка личности
Шеридан, бесспорно, является одним из лучших командиров северян. В ряде сражений он проявил себя как смелый солдат и талантливый полководец. Его солдаты очень любили и уважали своего командира. После войны Шеридан был сторонником безжалостной борьбы с индейцами. Именно он является автором известного высказывания «Хороший индеец — мёртвый индеец» (вернее, фраза звучала следующим образом: «Из всех индейцев, которых я встречал, хорошими были лишь мертвые индейцы»).
Ради борьбы с индейцами Шеридан поощрял массовое истребление бизонов в США, подрывавшее экономический уклад жизни индейских племён. Он говорил: «Охотники за бизонами сделали за последние два года больше для решения острой проблемы индейцев, чем вся регулярная армия за последние 30 лет. Они уничтожают материальную базу индейцев. Пошлите им порох и свинец, коли угодно, и позвольте им убивать, свежевать шкуры и продавать их, пока они не истребят всех бизонов!». Шеридан позднее заявил в конгрессе, что следует учредить медаль для «охотников за шкурами», на одной стороне которой выбить изображение мёртвого бизона, а на другой — мёртвого индейца. Только энергичные усилия министра внутренних дел Карла Шурца и состояние здоровья не позволили Шеридану добиться контроля над Бюро индейцев и осуществить свои намерения. 

### Статьи
- Catton, Bruce. Sheridan at Five Forks (англ.) // The Journal of Southern History. — Southern Historical Association, 1955. — Vol. 21, iss. 3. — P. 305-315.